# Liste der Gedenktafeln in Berlin-Frohnau
Die Liste der Gedenktafeln in Berlin-Frohnau enthält die Namen, Standorte und, soweit bekannt, das Datum der Enthüllung von Gedenktafeln.
Die Liste ist nicht vollständig.

## Frohnau
| Bild | Name                     | Standort                  | Datum der Enthüllung |
| ---- | ------------------------ | ------------------------- | -------------------- |
|      | Wilhelm Blume            | Speerweg 36               |                      |
|      | Paul Dahlke              | Edelhofdamm 54            |                      |
|      | Fürst von Donnersmarck   | Donnersmarckplatz         |                      |
|      | Carl Einstein            | Zeltinger Straße 54       |                      |
|      | Französischer Friedhof   | Schönfließer Straße 13–19 |                      |
|      | Bernhard Hoetger         | Gollanczstraße 40         |                      |
|      | Jüdische Nachbarn        | Zeltinger Platz 17        |                      |
|      | Kaiserpavillon           | Edelhofdamm 69            |                      |
|      | korinthische Kapitell    | Brix–Genzmer–Park         |                      |
|      | Oskar Loerke             | Kreuzritterstraße 8       |                      |
|      | Opfer der Berliner Mauer | Edelhofdamm               |                      |
|      | Paul-Poser-Platz         | Paul-Poser-Platz          |                      |
|      | Paul Poser               | Paul-Poser-Platz          |                      |
|      | Wilhelm Staehle          | Invalidensiedlung         |                      |
|      | Transformator Frohnau    | Fürstendamm 40            |                      |
|      | Annemarie Wolff-Richter  | Oranienburger Chaussee 53 |                      |